# Seydelia ellioti
Seydelia ellioti là một loài bướm đêm thuộc phân họ Arctiinae, họ Erebidae.